# Archie Shepp
Archie Shepp   (Fort Lauderdale, 24 de maig de 1937) és un saxofonista de jazz, educador i dramaturg estatunidenc que des de la dècada de 1960 ha tingut un paper central en el desenvolupament del jazz d'avantguarda.

## Biografia

### Primers anys
Shepp va néixer a Fort Lauderdale, Florida, però es va criar a Philadelphia, Pennsilvània. Va estudiar piano, clarinet i saxo alt abans de centrar-se en el saxo tenor. De tant en tant també toca el saxo soprano. Va estudiar teatre al Goddard College de 1955 a 1959.
Va tocar en una banda de jazz llatí durant un breu temps abans d'unir-se a la banda del pianista d'avantguarda Cecil Taylor. El primer enregistrament de Shepp sota el seu propi nom, Archie Shepp - Bill Dixon Quartet, es va publicar a Savoy Records el 1962 i va incloure una composició d'Ornette Coleman. Juntament amb el saxofonista alt John Tchicai i el trompetista Don Cherry, va formar els New York Contemporary Five. L'admiració de John Coltrane per Shepp va fer que enregistressin Impulse! Records, el primer dels quals va ser Four for Trane el 1964, un àlbum de composicions principalment de Coltrane a les que es va unir Tchicai, el trombonista Roswell Rudd, el trompetista Alan Shorter, el baixista Reggie Workman i el bateria Charles Moffett.

### Inici de la carrera
Shepp va participar en les sessions de A Love Supreme de Coltrane a finals de 1964, però cap de les preses en què va participar es va incloure al llançament final de l'LP (es van posar a disposició per primera vegada en una reedició del 2002).). Tanmateix, Shepp, juntament amb Tchicai i altres de les sessions de Four for Trane, van gravar després Ascension amb Coltrane el 1965, i el seu lloc al costat de Coltrane a l'avantguarda de l'escena del jazz d'avantguarda es va plasmar quan la parella va dividir un disc (el primer costat un conjunt de Coltrane, el segon un conjunt de Shepp) titulat New Thing at Newport llançat a finals de 1965.

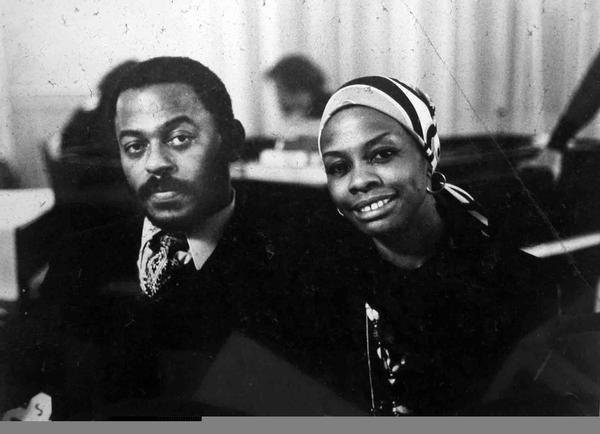
Archie Shepp amb la cantant Shirley Bunnie Foy, amb qui va gravar l'àlbum de 1975 A Sea of Faces

El 1965, Shepp va publicar Fire Music, que incloïa els primers signes de la seva consciència política en desenvolupament i la seva orientació cada cop més afrocèntrica. L'àlbum va prendre el seu títol d'una tradició cerimonial musical africana i va incloure una lectura d'una elegia per a Malcolm X. The Magic of Ju-Ju de Shepp de 1967 també va prendre el seu nom de les tradicions musicals africanes, i la música estava fortament arrelada a la música africana, amb un conjunt de percussió africana. En aquesta època, molts jazzmen afroamericans van ser cada cop més influenciats per diverses tradicions culturals i musicals africanes continentals; juntament amb Pharoah Sanders, Shepp va estar al capdavant d'aquest moviment. The Magic of Ju-Ju va definir el so de Shepp per als propers anys: freeform línies de saxo d'avantguarda combinades amb ritmes i conceptes culturals d'Àfrica.
Shepp va ser convidat a actuar a Alger per al Festival Cultural Panafricà de 1969 de l'Organització per a la Unitat Africana, juntament amb Dave Burrell, Sunny Murray i Clifford Thornton. Aquest conjunt va gravar després diverses sessions a París als estudis BYG Actuel.
Shepp va continuar experimentant durant la nova dècada, en diversos moments, incloent harmònics i poetes de la paraula parlada en els seus conjunts. Amb Attica Blues i The Cry of My People de 1972, va parlar pels drets civils; l'antic àlbum va ser una resposta als avalots de la presó d'Attica. Shepp també escriu per al teatre; entre les seves obres podem destacar The Communist (1965) i Lady Day: A Musical Tragedy (1972). Ambdues van ser produïdes per Robert Kalfin al Chelsea Theatre Center.

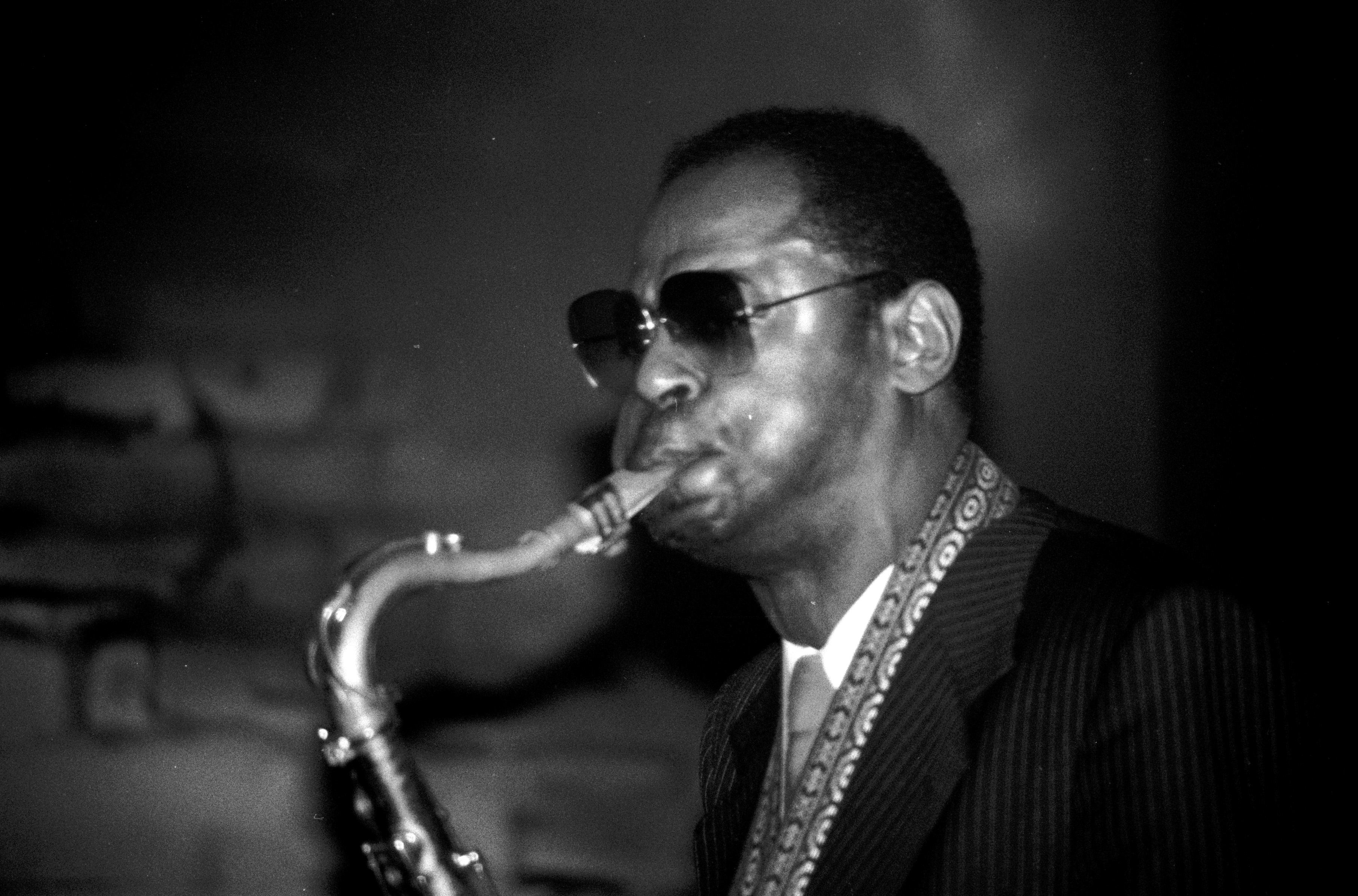
Archie Shepp a França, 1982

El 1971, Shepp va ser reclutat a la Universitat de Massachusetts Amherst per Randolph Bromery, començant una carrera de 30 anys com a professor de música. Els dos primers cursos de Shepp es van titular "Conceptes revolucionaris en la música afroamericana" i "Música negra al teatre". Shepp també va ser professor d'estudis afroamericans a la SUNY a Buffalo, Nova York.

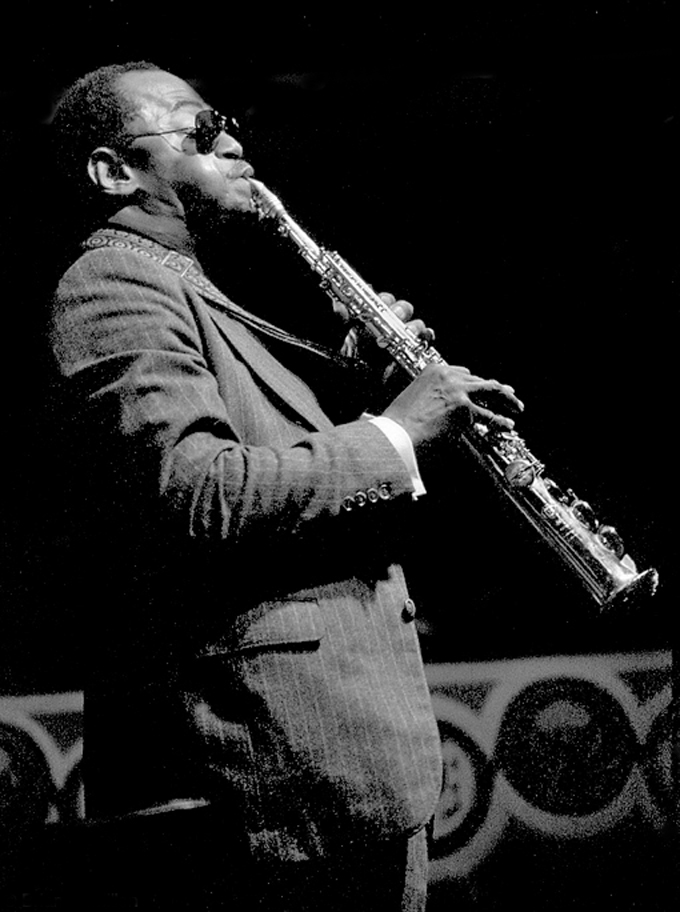
Archie Shepp a Keystone Korner, San Francisco, 19 d'agost de 1982

A finals de la dècada de 1970 i endavant, la carrera de Shepp va passar entre diversos territoris antics i diversos de nous. Va continuar explorant la música africana, alhora que també va gravar blues, balades, espirituals (a l'àlbum de 1977 Goin' Home amb Horace Parlan) i homenatges a figures més tradicionals del jazz com Charlie Parker i Sidney Bechet, mentre que en altres ocasions es dedicaven a l'R&B i enregistrava amb diversos artistes europeus com Jasper van't Hof, Tchangodei i Dresch Mihály.

### Carrera posterior

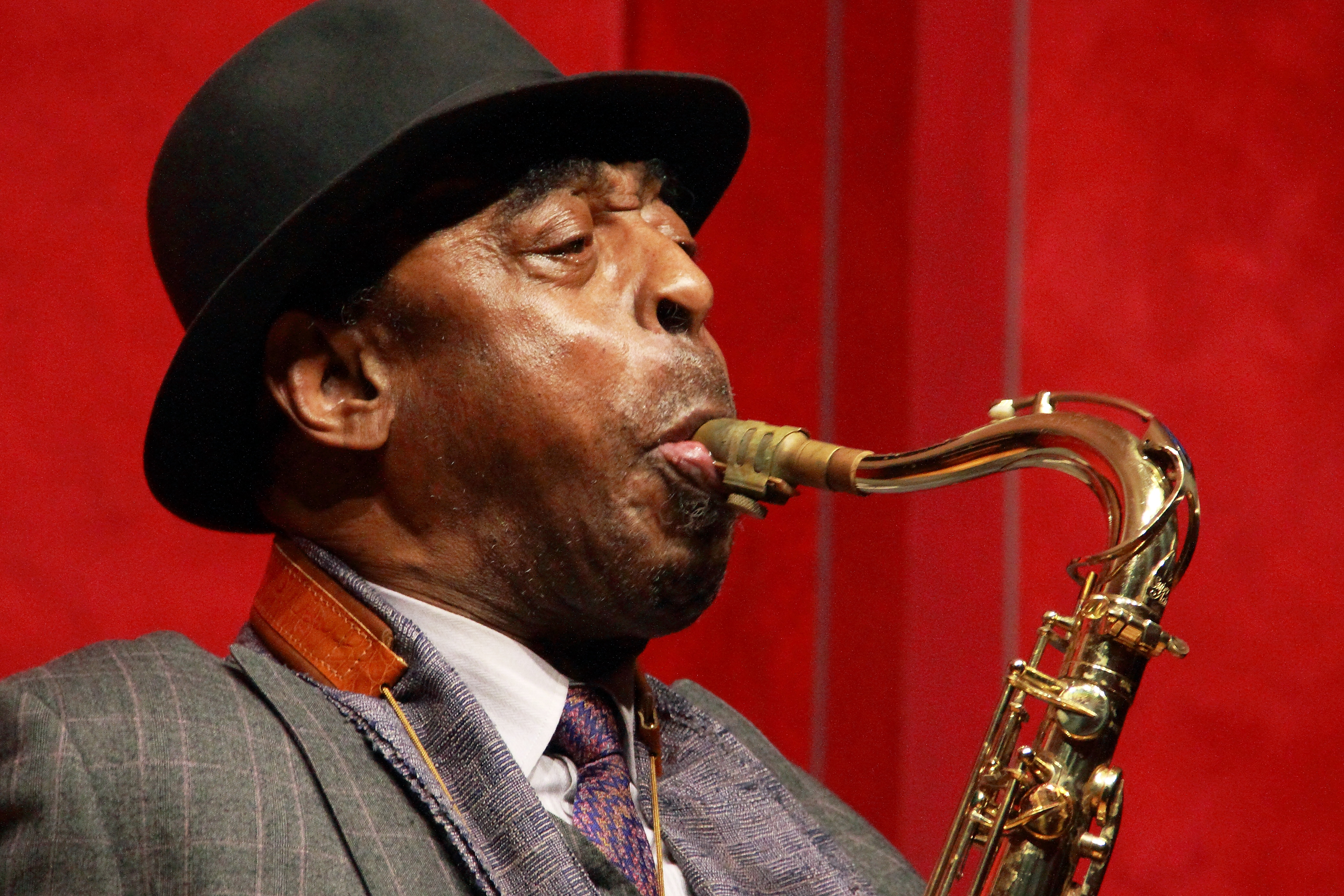
Archie Shepp 2016

Shepp apareix a la pel·lícula documental de 1981 Imagine the Sound, en la qual parla i interpreta la seva música i poesia. Shepp també apareix a Mystery, Mr. Ra, un documental francès de 1984 sobre Sun Ra. La pel·lícula també inclou imatges de Shepp tocant amb l'Arkestra de Sun Ra.
Des de principis de la dècada de 1990, ha tocat sovint amb el trompetista francès Eric Le Lann. El 1993, va treballar amb Michel Herr per crear la partitura original de la pel·lícula Just Friends.
El 2002, Shepp va aparèixer a l'àlbum tribut de la Red Hot Organization a Fela Kuti, Red Hot and Riot. Shepp va aparèixer en una cançó titulada "No Agreement" al costat de Res, Tony Allen, Ray Lema, Baaba Maal i Positive Black Soul. El 2004 Archie Shepp va fundar el seu propi segell discogràfic, Archieball, juntament amb Monette Berthomier. El segell es troba a París, França, i inclou col·laboracions amb Jacques Coursil, Monica Passos, Bernard Lubat i Frank Cassenti.